# Paradise (film, 1991)
Pour les articles homonymes, voir Paradise.
Pour plus de détails, voir Fiche technique et Distribution.
Paradise est un film américain réalisé par Mary Agnes Donoghue, sorti en 1991. Il s'agit d'un remake du film français Le Grand Chemin de Jean-Loup Hubert sorti en 1987.

## Synopsis
Un couple ayant connu une tragédie accueille pour l'été l'enfant d'une amie. Ce nouvel arrivant va changer la donne.

## Fiche technique
- Titre original : Paradise
- Pays d'origine :  États-Unis
- Langue : anglais
- Genre : drame
- Certificat : PG-13
- Durée : 1 heure 51 minutes
- Couleur : couleur
- Mixage : Dolby Stereo
- Rapport de forme : 1.85:1
- Lieux de tournage :
  - Charleston, Caroline du Sud, États-Unis
  - Georgetown, Caroline du Sud, États-Unis
  - McClellanville, Caroline du Sud, États-Unis
  - Cleveland, Ohio, États-Unis
- Dates de tournage :
  - du 25 mars 1991 au 7 juin 1991
- Dates de sortie :
  - Canada : 12 septembre 1991 (Toronto International Film Festival)
  - États-Unis : 18 septembre 1991 (Los Angeles, New York) ; 4 octobre 1991 (sortie nationale)

## Distribution
- Melanie Griffith (VF : Micky Sebastian) : Lily Reed
- Don Johnson (VF : Patrick Poivey) : Ben Reed
- Elijah Wood (VF : Alexis Tomassian) : Willard Young
- Thora Birch (VF : Dorothée Pousséo) : Billie Pike
- Sheila McCarthy (VF : Marie Vincent) : Sally Pike
- Eve Gordon (VF : Martine Irzenski) : Rosemary Young
- Louise Latham (VF : Nathalie Nerval) : Catherine Reston Lee
- Greg Travis (en) : Earl McCoy
- Sarah Trigger : Darlene
- Richard K. Olsen (VF : Antoine Marin) : le révérend
- Rick Andosca (VF : Pierre Laurent (acteur)) : Ernest Parkett
- Melanie van Betten : Marliss